# 奥斯卡·王尔德
奥斯卡·芬戈尔·奥弗莱厄蒂·威尔斯·王尔德（英語：Oscar Fingal O'Fflahertie Wills Wilde，1854年10月16日—1900年11月30日）是出身愛爾蘭都柏林的詩人和劇作家。在整個1880年代以不同形式寫作後，他成為1890年代初期倫敦最受歡迎的劇作家之一。他最為人所知的是他的警句（英語：Epigram）和戲劇作品、小說《道林格雷的畫像》，以及他在“第一批名人審判之一”中因自願同性戀行為而被刑事定罪的情況等。
他的父母是都柏林的盎格魯愛爾蘭人知識分子。年輕的王爾德學會了流利的法語和德語。在大學裡，王爾德閱讀希臘與羅馬時代的傳世經典作品；他首先在都柏林三一學院，然後在牛津大學證明了自己是一位傑出的古典主義者。在他的兩位導師華特·佩特和約翰·拉斯金的帶領下，他與新興的唯美主義哲學聯繫在一起。大學畢業後，王爾德移居倫敦進入時尚文化和社交圈。
作為唯美主義的代言人，他嘗試了各種文學活動：出版詩集，在美國和加拿大講授新的“英國藝術文藝復興”和室內裝飾，然後回到倫敦成為一名多產的記者。王爾德以其犀利的機智、華麗的著裝和談話技巧而聞名，成為他那個時代最著名的人物之一。在 1890 年代之交，他在一系列對話和散文中完善了他對藝術至高無上的看法，並將有關頹廢、口是心非和美麗的主題融入了他唯一的小說《道林格雷的畫像》（1890 年）。精確構建美學細節並將它們與更大的社會主題相結合的機會，吸引了王爾德創作戲劇。他在巴黎時用法語寫成《莎樂美》（1891 年），但由於當時英國禁止在舞台上描繪聖經主題而無法在當地演出。在 1890 年代初期，王爾德創作了四部社會喜劇，這使他成為維多利亞時代晚期倫敦最著稱的劇作家之一。
在他的名聲和成功達到頂峰時，當《不可兒戲》（1895 年）仍在倫敦上演時，王爾德以誹謗罪控告昆斯伯里侯爵。侯爵是王爾德的情人阿爾弗雷德·道格拉斯勳爵的父親。誹謗審判發現了導致王爾德放棄指控並導致他自己因「嚴重猥褻男性」而被捕和受審的證據。經過兩次審判後，他被定罪並判處兩年苦役，並於 1895 年至 1897 年間入獄。在獄中的最後一年，他寫了一封長信《自深深处》（又译为“深淵書簡”，De Profundis，死後於 1905 年出版），討論了他在考驗中的精神之旅，與他早期的快樂哲學形成了一個黑暗的對立面。獲釋後，他立即前往法國，再也沒有返回愛爾蘭或英國。他在那裡寫下了他的最後一部作品《雷丁监狱之歌》（英語：The Ballad of Reading Gaol，1898 年），這是一首紀念監獄生活嚴酷節奏的長詩。

## 生平

### 婚前

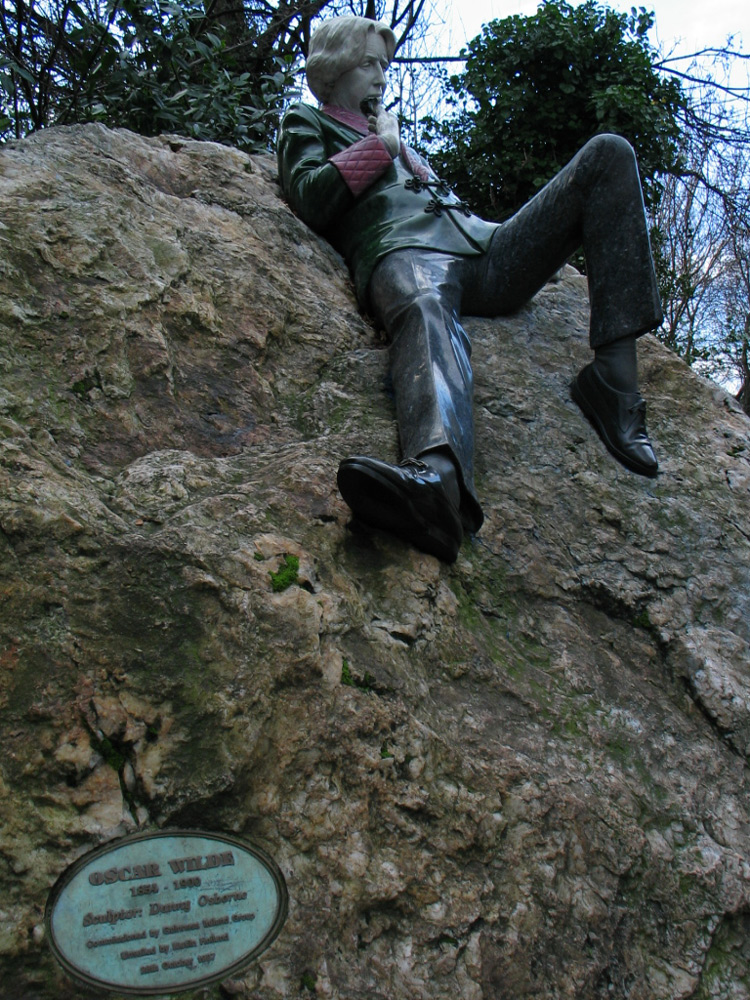
都柏林王尔德雕像

王尔德生于爱尔兰都柏林一个家世卓越的家庭，是家中的次子，全名为：奥斯卡·芬戈尔·奥弗莱厄蒂·威尔斯·王尔德（Oscar Fingal O'Flahertie Wills Wilde）。父亲威廉·王尔德爵士為外科医生，母亲珍·懷爾德是一位詩人與作家。
王尔德自都柏林三一学院毕业后，获得奖学金，于1874年进入牛津大学莫德林学院学习。在牛津，王尔德受到沃尔特·佩特及约翰·拉斯金的审美观念影响，并接触新黑格尔派哲学、达尔文进化论和拉斐尔前派的作品，这为他之后成为唯美主义先锋作家确立了方向。
在出版首本《诗集》后，在文坛崭露头角，并移居伦敦，王尔德沒有获得一个文学奖项，但服装惹眼、谈吐机智、特立独行的他在伦敦社交界已经小有名气，有杂志甚至刊登着讽刺他的文章。
1882年，王尔德在美国作了一个精彩的巡回讲座，两年后他與康斯坦斯·劳埃德成婚，兩个兒子西里尔（Cyril）與维维安（Vyvyan）分別在1885年與1886年出生。

### 婚後

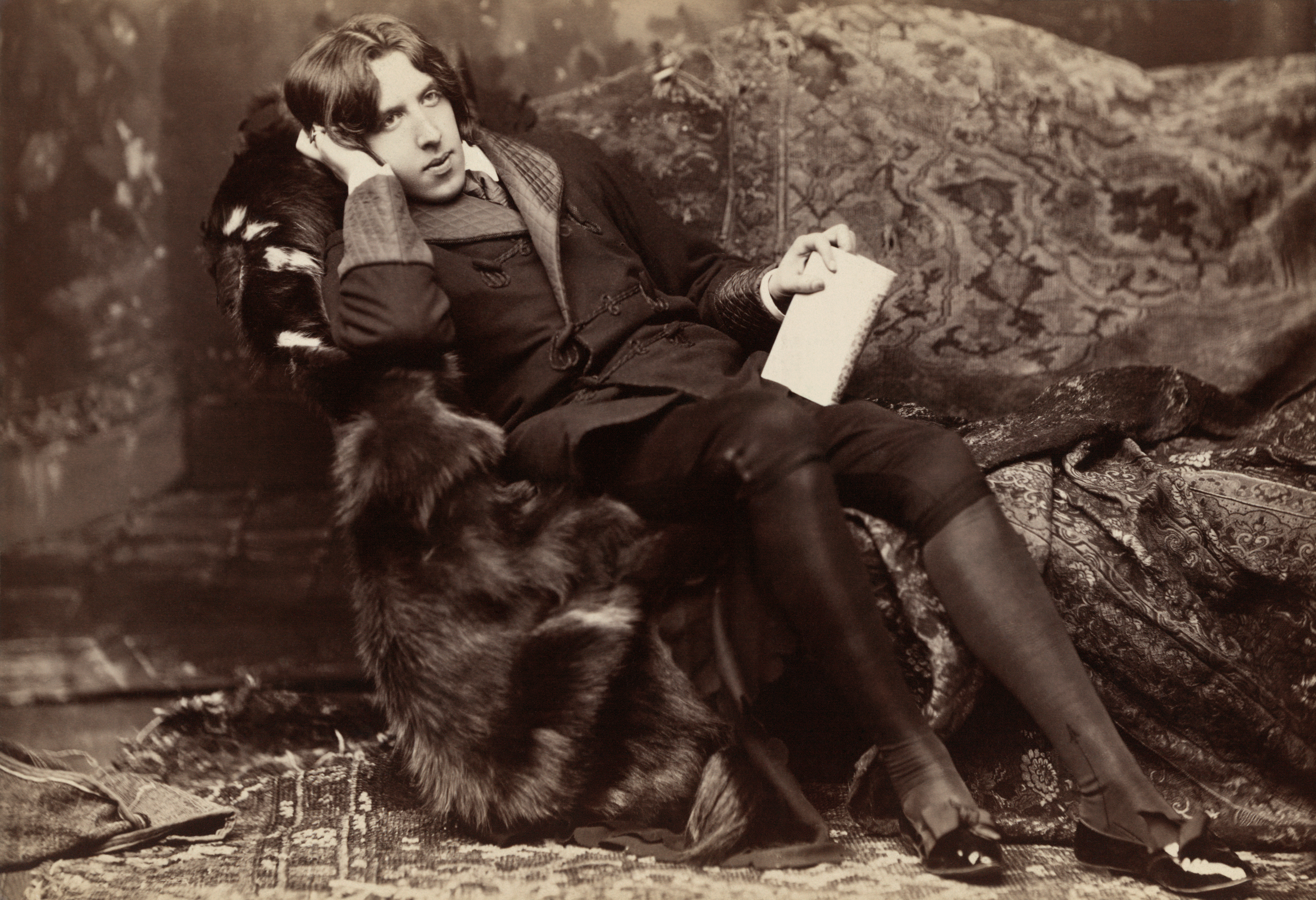
王尔德

1887年，王尔德成为一家妇女杂志社的執行總编辑，曾在杂志上发表一些小说、评论和诗。王尔德的作品以词藻华美、立意新颖和观点鲜明闻名，其第一本小说《道林·格雷的画像》发表于1891年，之后发表了散文《社会主义下人的灵魂》，这两部作品都十分成功，但真正为王尔德赢得名誉的是他的戏剧作品。可以说他的每一部戏剧作品都受着热烈的欢迎，有一个时期，伦敦的舞台上竟同时上演着他的三部作品。他的这些佳构剧被称为自谢里丹的《造谣学校》以来最优秀的喜剧作品。

### 审判
1895年，第九代昆斯伯里侯爵約翰·道格拉斯因儿子阿尔弗雷德·道格拉斯（别名“波西”（Bosie））與王爾德交往致使父子不和，并公然斥责王尔德違反性悖軌法（当时尚未產生“同性恋”这个概念）。
阿尔弗雷德劝王尔德立刻上诉，告侯爵败坏他的名誉。结果王爾德上诉失败，更被反告曾“与其他男性发生有伤风化的行为”（committing acts of gross indecency with other male persons）。上诉失败后，当局对王尔德发出逮捕令，罪名是鸡奸罪以及严重猥亵。友人罗比·罗斯（Robbie Ross）和雷金纳德·特纳（Reginald Turner）劝告他立刻逃往法国；而他的母亲则希望他像一个男人那样留下。王尔德最后说：“火车已经开走了，太晚了。”于是王尔德以上述罪名被逮捕。
1895年4月26日，对王尔德的起诉开始了，王尔德坚称自己无罪。此前，王尔德请求波西离开伦敦前往巴黎但被拒绝，甚至想要提供证据，然而波西还是被迫逃亡了。王尔德的友人在此期间离开英国。面对盘问“什么是不敢说出名字的爱？”，王尔德犹豫片刻之后自信地辩道：

“不敢说出名字的爱，在本世纪，是年长男性对年轻男性的伟大的爱，如同大卫和約拿單之间的，如同柏拉图为他的哲学而做的根本，如同你在米开朗基罗和莎士比亚的十四行诗中找到的。正是那般深深的心灵的爱才如完美一般纯净。它支配并渗透了伟大的艺术，比如米开朗基罗和莎士比亚的，以及我的那两封信。这爱在本世纪被误解了，以至于它可能被描述成‘不敢说出名字的爱’，并且由于这个误解，我现在站在了这里。这爱是美丽的，是精致的，是最高贵的爱的形式，它没有一丝一毫不自然，它是智慧的，并循环地存在于年长男性与年轻男性之间，只要年长者有智慧，而年轻者看到了他生命中全部的快乐，希望以及魅力。以至于这爱本该如此，而这个世界却不能理解，这个世界嘲笑它，有时竟然让这爱中之人成为众人的笑柄。”
此辩护引起反效果，因为它仅仅加强了对同性行为的指控。审判结束，陪审团未能达成一致。王尔德的律师最后通过一个地方执法官争取到保释。交保后，王尔德避开公众，住在了朋友家。原告律师问当时副司法部长能否宽容对待此案，副司法部长表示肯定，却担心这个案子已经过于政治化而无法放下了。
同年5月25日，根据1885年刑事法修正案第11部分，王尔德被判有罪，在雷丁（HM Prison Reading）和本顿维尔（HM Prison Pentonville）监狱服了两年苦役。期間王尔德停止戏剧创作，在狱中写下了诗作《雷丁监狱之歌》（The Ballad of Reading Gaol）和书信集《深渊书简》。在这两部作品中已很难寻得唯美主义的影响。在王爾德服刑期間，妻子康斯坦斯與兩個孩子改姓為霍兰（Holland），移居意大利，而他的社交圈和文学界只有寥寥數人（如剧作家萧伯纳）仍挺身维护他。

### 流亡与去世
1897年获释后，王爾德立刻前往巴黎。其後他為了兩個孩子曾嘗試與康斯坦斯復合，但阿尔弗雷德亦同時表示想與王爾德重歸如好，最後王爾德放棄兩個孩子而選擇了阿尔弗雷德。王爾德在以化名居住法国期间完成并出版了《雷丁监狱之歌》，之后與阿尔弗雷德同遊意大利。但幾個月後，兩人再次分手。
1900年王爾德終於在好友罗伯特·“罗比”·罗斯（Robert 'Robbie' Ross）幫助下改信天主教。同年11月30日因脑膜炎于巴黎的阿尔萨斯旅馆（Hôtel d'Alsace）去世，享年46岁，死時只有罗比與另一朋友陪伴。他死後葬於巴黎拉雪兹神父公墓，墓前按照他在诗作《斯芬克斯》中的意象，雕刻了一座小小的狮身人面像。

## 後世評論
1998年11月30日，由玛吉·汉布林（Maggi Hambling）雕塑的王尔德雕像在伦敦特拉法尔加广场附近的阿德莱德街揭幕。雕像的标题为“与奥斯卡·王尔德的对话”，同时刻有王尔德常被引用的语录：“我们都在阴沟裡，但仍有人仰望星空。”（We are all in the gutter, but some of us are looking at the stars.）现在，这个雕像上面被人们用英文和法文写满“我爱你”，还留下许多爱慕者的唇印。
王尔德的审判是英国司法史上最引人注目的案件之一，也是同性恋平权运动史上被引用最多的案件之一。在同性恋被逐漸接受的20世纪末、21世纪初，他成了同性恋社群的一个文化偶像。

## 代表作品

### 小说
- 《道林·格雷的画像》（The Picture of Dorian Gray，1891年）
- 《教我如何愛你》（Teleny，又譯《慾海有情天》，1893年）

### 童话集
- 《快樂王子與其他故事》（The Happy Prince and Other Tales，1888年）
- 《石榴屋》（A House of Pomegranates，1891年）

### 诗作
- 《诗集》（Poems，1881年）
- 《斯芬克斯》（Sphinx，1894年）
- 《雷丁监狱之歌》（The Ballad of Reading Gaol，1898年）

### 剧本
- 《薇拉》（Vera，1880年）
- 《温夫人的扇子》（Lady Windermere's Fan，又译《温德密尔夫人的扇子》、《少奶奶的扇子》，1892年）
- 《帕都瓦公爵夫人》（The Duchess of Padua，1893年）
- 《莎乐美》（Salomé，1893年）（原著用法语写成）
- 《无足轻重的女人》（A Woman of No Importance，1892年）（1893年在Theatre Royal Haymarket首演）
- 《不可兒戲》（The Importance of Being Earnest，又译《真诚最要紧》，1895年）
- 《理想的丈夫》（An Ideal Husband，又译《好丈夫》，1895年）

### 其他著作
- 散文集：《社会主义下人的灵魂》（The Soul of Man Under Socialism，1891年）
- 书信集：《深渊书简（英语：De_Profundis_(letter)）》（De Profundis，又译《自深深处》、《王尔德狱中记》，原本是作者1897年写给道格拉斯的书信集，1905年作者死后出版）

## 後世
- 建筑师王大闳将《道林·格雷的画像》译写为《杜连魁》，场景亦转换为当时的台北。
- 有不少人將王爾德生平放上舞台或銀幕：
  - 最近期的有英國電影，由史蒂芬·弗莱扮演王爾德，裘德·洛扮演阿尔弗雷德·道格拉斯。不少影評都說史蒂芬·弗莱好像天生就應該飾演這個角色[2]。
  - HBO电视剧《鍍金年代》第二季由Jordan Waller客串出演奥斯卡·王尔德。

### 王尔德作品的电子版
- Ballad Of Reading Gaol （页面存档备份，存于）
- The Duchess Of Padua （页面存档备份，存于）
- Essays And Lectures （页面存档备份，存于）
- The Happy Prince And Other Tales （页面存档备份，存于）
- A House Of Pomegranates （页面存档备份，存于）
- An Ideal Husband （页面存档备份，存于）
- The Importance Of Being Earnest （页面存档备份，存于）
- Intentions （页面存档备份，存于）
- Oscar Wilde Miscellaneous （页面存档备份，存于）
- The Picture Of Dorian Gray （页面存档备份，存于）
- Salome （页面存档备份，存于）
- Selected Poems Of Oscar Wilde （页面存档备份，存于）
- Selected Prose of Oscar Wilde （页面存档备份，存于）
- Shorter Prose Pieces （页面存档备份，存于）
- The Soul of Man under Socialism （页面存档备份，存于）
- A Woman Of No Importance （页面存档备份，存于）